# 中南部地方 (ブルキナファソ)
中南部地方(フランス語：Centre-Sud)はブルキナファソ中部の地方。
2013年の人口は約76.3万人。
中心都市はマンガ。

## 行政区画
| 県               | 県都                | 2006年の人口 |
| ---------------- | ------------------- | ------------ |
| ズンドウェオゴ県 | マンガ              | 244,714      |
| ナウリ県         | ポ (ブルキナファソ) | 155,463      |
| バゼガ県         | コンビシリ          | 238,202      |

## 地理
- 北：中部地方
- 北東：中央大地地方
- 東：中東部地方
- 南：ガーナ
- 西：中西部地方

## 教育
大人(15歳以上)の識字率は2003年には8.6%だったが、2007年には15.9%に上昇した。
これは全国平均の28.3%を大きく下回る。

2011年には小学校が506校、中学校が61校有った。
2010年度には、13～19歳の中学校への進学率は7.6%だった。
これは全国平均の10.7%を大きく下回る。